# Temporada 1970-71 de los San Francisco Warriors
La temporada 1970-71 fue la vigesimoquinta de los Warriors en la NBA, y la novena en la ciudad de San Francisco (California), a donde llegaron procedentes de Filadelfia. La temporada regular acabó con 41 victorias y 41 derrotas, acabando en la cuarta posición de la Confeencia Oeste, clasificándose para los playoffs en los que cayeron en semifinales de conferencia ante Milwaukee Bucks.

## Elecciones en elDraft
| Ronda | Puesto | Jugador       | Posición  | Nacionalidad   | Universidad            |
| ----- | ------ | ------------- | --------- | -------------- | ---------------------- |
| 4     | 53     | Ralph Ogden   | Alero     | Estados Unidos | Santa Clara            |
| 5     | 70     | Levi Fontaine | Base      | Estados Unidos | Maryland Eastern Shore |
| 6     | 87     | Vic Bartolome | Pívot     | Estados Unidos | Oregon State           |
| 10    | 155    | Coby Dietrick | Ala-Pívot | Estados Unidos | San Jose State         |

## Temporada regular
| División Pacífico        | División Pacífico | División Pacífico | División Pacífico | División Pacífico | División Pacífico | División Pacífico | División Pacífico | División Pacífico |
| Equipo                   | G                 | P                 | %                 | PD                | Casa              | Fuera             | Neutral           | Div               |
| ------------------------ | ----------------- | ----------------- | ----------------- | ----------------- | ----------------- | ----------------- | ----------------- | ----------------- |
| y-Los Angeles Lakers     | 48                | 34                | .585              | –                 | 30–11             | 17–22             | 1–1               | 15–7              |
| x-San Francisco Warriors | 41                | 41                | .500              | 7                 | 20–18             | 19–21             | 2–2               | 12–10             |
| San Diego Rockets        | 40                | 42                | .488              | 8                 | 24–15             | 15–26             | 1–1               | 14–8              |
| Seattle SuperSonics      | 38                | 44                | .463              | 10                | 27–13             | 11–30             | 0–1               | 10–14             |
| Portland Trail Blazers   | 29                | 53                | .354              | 19                | 18–21             | 9–26              | 2–6               | 3–15              |

## Playoffs

### Semifinales de Conferencia
Milwaukee Bucks vs. San Francisco Warriors 
| Fecha       | Partido                                         | Ciudad        |
| ----------- | ----------------------------------------------- | ------------- |
| 27 de marzo | San Francisco Warriors 96, Milwaukee Bucks 107  | San Francisco |
| 29 de marzo | Milwaukee Bucks 104, San Francisco Warriors 90  | Milwaukee     |
| 30 de marzo | Milwaukee Bucks 114, San Francisco Warriors 102 | Milwaukee     |
| 1 de abril  | San Francisco Warriors 106, Milwaukee Bucks 104 | San Francisco |
| 3 de abril  | Milwaukee Bucks 136, San Francisco Warriors 86  | Milwaukee     |
|             | Milwaukee Bucks gana las series 4-1             |               |

## Estadísticas
| Rk | Jugador       | Edad | P  | PT | MP   | TC  | TCI  | %TC  | TL  | TLI | %TL  | RB   | AS  | FP  | PTS  |
| -- | ------------- | ---- | -- | -- | ---- | --- | ---- | ---- | --- | --- | ---- | ---- | --- | --- | ---- |
| 1  | Nate Thurmond | 29   | 82 |    | 40.9 | 7.6 | 17.1 | .445 | 4.8 | 6.6 | .730 | 13.8 | 3.1 | 2.3 | 20.0 |
| 2  | Jerry Lucas   | 30   | 80 |    | 40.6 | 7.8 | 15.6 | .498 | 3.6 | 4.6 | .787 | 15.8 | 3.7 | 2.5 | 19.2 |
| 3  | Jeff Mullins  | 28   | 75 |    | 38.8 | 8.4 | 17.4 | .482 | 4.0 | 4.8 | .844 | 4.5  | 4.4 | 3.3 | 20.8 |
| 4  | Ron Williams  | 26   | 82 |    | 34.3 | 5.2 | 11.9 | .436 | 4.0 | 4.8 | .844 | 3.0  | 5.9 | 3.7 | 14.4 |
| 5  | Joe Ellis     | 26   | 80 |    | 28.4 | 4.5 | 11.2 | .396 | 1.9 | 2.5 | .744 | 6.4  | 2.0 | 3.6 | 10.8 |
| 6  | Bob Portman   | 23   | 68 |    | 20.5 | 3.3 | 7.1  | .458 | 1.1 | 1.6 | .726 | 4.7  | 1.0 | 1.9 | 7.6  |
| 7  | Clyde Lee     | 26   | 82 |    | 17.0 | 2.4 | 5.2  | .453 | 1.4 | 2.4 | .558 | 7.0  | 0.8 | 1.7 | 6.1  |
| 8  | Nick Jones    | 25   | 81 |    | 14.6 | 2.8 | 6.5  | .430 | 1.4 | 1.9 | .735 | 1.4  | 1.4 | 2.4 | 6.9  |
| 9  | Adrian Smith  | 34   | 21 |    | 11.8 | 1.8 | 4.2  | .427 | 1.7 | 2.0 | .854 | 1.1  | 1.4 | 1.1 | 5.3  |
| 10 | Bill Turner   | 26   | 18 |    | 11.1 | 1.4 | 4.6  | .317 | 0.7 | 1.1 | .650 | 2.3  | 0.4 | 1.3 | 3.6  |
| 11 | Al Attles     | 34   | 34 |    | 9.4  | 0.6 | 1.6  | .407 | 0.7 | 1.2 | .585 | 1.2  | 1.7 | 1.7 | 2.0  |
| 12 | Levi Fontaine | 22   | 35 |    | 6.0  | 1.5 | 4.1  | .366 | 0.8 | 1.1 | .757 | 0.4  | 0.6 | 0.8 | 3.8  |
| 13 | Ralph Ogden   | 23   | 32 |    | 5.1  | 0.5 | 2.2  | .239 | 0.3 | 0.4 | .667 | 1.0  | 0.3 | 0.5 | 1.3  |

## Galardones y récords
| Jugador       | Galardón                           |
| Nate Thurmond | Mejor quinteto defensivo de la NBA |
| Jerry Lucas   | All-Star                           |
| Jeff Mullins  | All-Star                           |